# Stef Van Zummeren
Stef Van Zummeren (Turnhout, 20 de desembre de 1991) és un ciclista belga, professional des del 2015. Actualment corre a l'equip Vérandas Willems-Crelan.

## Palmarès
- 2010
  - Vencedor d'una etapa a la Ronda van Vlaams-Brabant
- 2012
  - Vencedor d'una etapa a la Volta a Palència
- 2015
  - 1r al Circuit de Valònia